# Stephen Brauer

Stephen Brauer mit seiner Frau Alda nach seiner Wahl zum Bürgermeister von Gaildorf (2025)

Stephen Brauer (* 25. September 1970 in Crailsheim) ist ein deutscher Politiker (FDP/DVP). Er ist seit dem 1. August 2018 Abgeordneter des Landtages von Baden-Württemberg. Er ist designierter Bürgermeister von Gaildorf.

## Herkunft und Ausbildung
Stephen Brauer besuchte zunächst die Grundschule im Stadtteil Onolzheim, später das Albert-Schweitzer-Gymnasium in seiner Geburtsstadt. Das Abitur legte er 1990 am Crailsheimer Wirtschaftsgymnasium der Kaufmännischen Schule ab.
Zwischen 1990 und 1991 absolvierte er seinen Grundwehrdienst in der Kurmainz-Kaserne in Tauberbischofsheim, bevor er von 1991 bis 1996 ein Studium der Wirtschaftspädagogik an der Friedrich-Alexander-Universität Erlangen-Nürnberg aufnahm und dieses als Diplom-Handelslehrer abschloss. Von 1997 bis 1999 absolvierte er ein Referendariat und bestand erfolgreich das Zweite Staatsexamen. Im Anschluss unterrichtete er bis 2003 an der Theodor-Heuss-Schule Reutlingen. Von 2006 bis 2010 war er Lehrer am Kreisberufsschulzentrum in Ellwangen und anschließend bis 2018 an der Kaufmännischen Schule Crailsheim.
Neben seiner Lehrtätigkeit an Schulen übte Brauer auch eine Dozententätigkeit an der Dualen Hochschule Baden-Württemberg und an der Pädagogischen Hochschule Ludwigsburg aus.

## Politische Tätigkeit
Im Jahr 2008 wurde Brauer Vorsitzender des FDP-Kreisverbandes Schwäbisch Hall und Mitglied des Bezirksverbandes Heilbronn/Franken. Zwischen 2009 und 2014 war er Mitglied des Kreistages des Landkreises Schwäbisch Hall, ab 2011 zudem Vorsitzender der FDP-Fraktion.
Seit 2019 ist er erneut Mitglied des Kreistags und Vorsitzender der FDP-Fraktion im Kreistag.
Am 1. August 2018 wurde Brauer Abgeordneter des Landtages von Baden-Württemberg für den Landtagswahlkreis Schwäbisch Hall. Er rückte als Ersatzkandidat für den Abgeordneten Friedrich Bullinger nach, welcher nach zwölfjähriger Zugehörigkeit sein Landtagsmandat aufgab. Brauer war Mitglied in den Landtags-Ausschüssen Finanzen, Wirtschaft und Petition.
Bei der Landtagswahl 2021 erreichte er über ein Zweitmandat in seinem Wahlkreis den Wiedereinzug in den Landtag. Im Landtag ist Brauer ordentliches Mitglied im Haushalts- und Finanzausschuss, sowie im Ausschuss für Wissenschaft, Forschung und Kunst. Er ist Sprecher seiner Fraktion für die Bereiche Finanzen und Kulturpolitik. Im Herbst 2025 legt er sein Landtagsmandat nieder.
Am 20. Juli 2025 wurde Brauer mit 66,54 % der Stimmen zum Bürgermeister von Gaildorf gewählt.

## Sonstiges und Privates
Aufgrund seiner Tätigkeit als Parlamentarier ruht derzeit sein Dienstverhältnis als Oberstudienrat an der Kaufmännischen Schule in Crailsheim. Brauer ist Vorsitzender des Sportkreises Schwäbisch Hall. Im Rahmen seiner Abgeordnetentätigkeit vertritt Brauer seine Fraktion in weiteren externen Fachgremien. So ist er Mitglied in den Beiräten des Hauses der Geschichte, der Kunststiftung Baden-Württemberg, des Theaterhauses Stuttgart und der Akademie Schloss Solitude. Zudem fungiert Brauer als Mitglied des Kuratoriums der baden-württembergischen Toto-Lotto GmbH. Brauer ist verheiratet und Vater eines Sohnes. Am 20. März 2020 wurde bekannt, dass Brauer sich als erster Abgeordneter des Landtages Baden-Württemberg mit dem SARS-CoV-2 infiziert hatte.